# Frederik Finisie
Frederik Finisie (circa 1956/1957 – Paramaribo, 5 december 2024) was een Surinaams politicus. Vanaf 1996 was hij 22 jaar lid van De Nationale Assemblée (DNA) voor de Nationale Democratische Partij (NDP). Van 2018 tot 2020 was hij districtscommissaris van Brokopondo.

## Biografie
Finisie was afkomstig uit het Surinaamse binnenland. Hij had een onderneming met een concessie in de houtwinning.
In 1996 werd hij gekozen als lid van DNA voor de NDP (Megacombinatie), met in die tijd Jules Wijdenbosch als president. Bij elkaar bleef hij 22 jaar lid van het parlement. De periode 2010-2015 was voor hem een leerzame tijd waarin hij met advies van fractieleider Ricardo Panka zijn omgang met mensen verbeterde. Collega's leerden hem kennen als een humoristische parlementariër die sfeer wist te brengen. Bij zijn afscheid in DNA spraken ook leden van andere partijen met lof over hem.
In 2018, hij was toen zestig jaar oud, de pensioenleeftijd in Suriname, werd hij benoemd tot districtscommissaris van Brokopondo. De overstap kondigde hij aan als een periode van meer werken, stress en zorgen, en minder thuis zijn. Hij werd op 20 oktober 2018 beëdigd en volgde Kenya Pansa op. In deze functie was hij voor een belangrijk deel belast met het terugdringen van de illegaliteit in de houtsector. Hierbij stond hij soms tussen de houthakkers en Stichting voor Bosbeheer en Bostoezicht (SBB) in. Hij bleef aan tot 2020.
In juni 2019 ontruimde hij meer dan honderd porknokkers omdat zij goud wonnen in een gebied dat in concessie was gegeven. Een maand later waren er rellen tussen porknokkers en werknemers van de Rosebel-goudmijn. Hierbij viel een dode en een ernstige gewonde onder de porknokkers, waarna zij in protest kwamen en machines en een bus in brand staken.
In 2021 stapten hij en andere NDP-prominenten over naar de Algemene Bevrijdings- en Ontwikkelingspartij (ABOP) omdat ze meer ontwikkeling in Brokopondo wilden.
Finisie overleed op 5 december 2024 in het Academisch Ziekenhuis Paramaribo op 67 jarige leeftijd.